# Camopi (rivière)
Pour l’article homonyme, voir Camopi.
La rivière Camopi est un cours d'eau situé en Guyane française, et un affluent du Oyapock.

## Géographie
Cette rivière tumultueuse comprend un grand nombre de sauts. Après un parcours forestier de 244 kilomètres de long dans le parc national de Guyane et sur les territoires communaux de Camopi et Maripasoula, la rivière Camopi se jette dans le Oyapock au cœur de la ville de Camopi, la confluence se situant à environ 150 kilomètres de l'estuaire de l'Oyapock.

## Histoire
Dès 1729 l'existence de "forêts" de cacaoyers sauvages est mentionnée par les explorateurs du sud de la Guyane. Les localisations indiquées, assez imprécises, restreignent toutefois leur présence aux berges des rivières Kérindioutou (nom de l'Oyapok dans son cours supérieur), Camopi, Yaloupi et Euleupousing, toutes affluents de l'Oyapok, frontière actuelle entre la Guyane française et le Brésil.
La rivière Camopi et le fleuve Oyapock sont surveillés par la gendarmerie nationale en raison des incursions de clandestins et orpailleurs brésiliens.